# Piromancja

Płomień świecy

Piromancja (starogreckie ἐμπυρία, wróżenie z ognia) – sztuka wróżenia za pomocą ognia lub płomieni.
Słowo piromancja jest adaptacją greckiego słowa pyromanteia, pochodzącego od pyr (πῦρ, ogień) i manteia (μαντεία, wróżenie przy użyciu [czegoś]). Pierwsze znane użycie tego słowa miało miejsce w XIV wieku, a następnie rozwinęło się ono w późnołacińskie słowo piromantia i starofrancuskie słowo piromance.

## Historia piromancji
Biorąc pod uwagę znaczenie ognia w społeczeństwie prehistorycznym oraz jego wciąż ważną rolę w kolejnych cywilizacjach, całkiem prawdopodobne jest, że piromancja była jedną z pierwszych form wróżbiarstwa, która rozwinęła się niezależnie w wielu cywilizacjach na całym świecie.
W większej części kultur zachodnich ogień był często kojarzony z bogiem lub czczony jako bóg. Zarówno w religiach zachodnich, jak i niezachodnich ogień był utożsamiany z istotą żywą (gdyż ta jadł, oddychał, rósł, rozkładał się i umierał). Ogień był tak nieodłącznym elementem ludzkiego doświadczenia, że przetrwał w umysłach ludzi jako element bliski naturze.
Uważa się, że rytuały ognia w Mezopotamii i Eurazji mają swoje korzenie w starożytnych rytuałach zoroastryjskich, związanych z używaniem ognia w świątyniach i na ołtarzach. Starożytni zaratusztrianie wierzyli, że ogień jest „najświętszym duchem”, z którego narodziło się wszelkie życie, a ogień stanowił centralną postać w wielu rytuałach zaratusztriańskich.
W Starym Testamencie ogień był często kojarzony z boską interwencją: płonący krzew wskazywał drogę Mojżeszowi, a słup ognia prowadził Izraelitów przez pustynię. Spalenie Sodomy i Gomory również nastąpiło za sprawą bożego gniewu.
Greckie legendy o pochodzeniu ognia mówią o jego roli w odróżnianiu ludzi od zwierząt. Dla wielu starożytnych Greków ogień był boskim żywiołem, który został podarowany przez wyższe siły, a ludziom dał go tytan Prometeusz. Mówi się, że w społeczeństwie greckim dziewice w Świątyni Ateny w Atenach regularnie praktykowały piromancję. Prawdopodobne jest również, że praktykowali ją wyznawcy Hefajstosa, greckiego boga ognia i kowalstwa.
W renesansie piromancję zaliczano do siedmiu „zakazanych sztuk”, obok nekromancji, geomancji, aeromancji, hydromancji, chiromancji (wróżenia z ręki) i skapulimancji.
Rytuały ogniowe w Azji Wschodniej najczęściej wiązały się z kośćmi zwierząt. W starożytnych Chinach, Japonii i Tybecie łopatki zwierzęce wrzucano do ognia, a sposoby ich pękania uważano za zapowiedź przyszłości. W Japonii skorupy żółwi również były używane do rytualnego wróżenia. W Tybecie wróżby tego typu wykorzystywano do wyjaśniania zjawisk naturalnych, których nie potrafiono zrozumieć inaczej. Starożytni Tybetańczycy często palili lampy, do których używali tłuszczu zwierzęcego, a dym i płomienie interpretowali jako sygnał wpływu sił natury na ich życie.

## Rodzaje piromancji
Najprostszą formą piromancji jest wróżbiarstwo, w którym wróżbita obserwuje płomienie ognia ofiarnego, świecy lub innego źródła ognia i interpretuje kształty, które w nich widzi. Istnieje jednak kilka odmian piromancji. Oto niektóre z nich:
- Alomancja: wróżenie z soli, jeden z rodzajów wróżenia polega na wrzucaniu soli do ognia
- Botanomancja: wróżenie poprzez spalanie roślin
- Kapnomancja: wróżenie z dymu; lekki, cienki dym unoszący się pionowo w górę był dobrym omenem; w przeciwnym razie złym.
- Kausinomancja: wróżenie przez spalenie (nieokreślające konkretnie spalanego przedmiotu)
- Dafnomancja (nazywana również empiromancją): wróżenie poprzez palenie liści laurowych
- Osteomancja: wróżenie z kości, jedna z odmian polega na podgrzewaniu kości w celu uzyskania pęknięć
- Plastromancja: wróżenie z wykorzystaniem karapaksu żółwia; w Chinach wróżenie polegało na podgrzewaniu wydrążonych w nich dołków.
- Skapulimancja: wróżenie za pomocą łopatek; w Azji i Ameryce Północnej odbywało się to za pomocą piromancji.
- Sideromancja: wróżenie poprzez spalanie słomy żelazkiem.